# Масайские ксерические кустарники и луга
Масайские ксерические кустарники и луга — экологический регион, простирающийся от востока Кении на северо-запад до Эфиопии и спорной территории треугольника Илеми. Статус сохранности экорегиона оценивается как уязвимый, его специальный код — AT1313.

## Рельеф
Экорегион расположен в основном на высоте от 200 до 700 м. Регион также включает пустыню Чалби и охватывает большую часть озера Рудольф и дельту реки Омо.

## Климат
Большую часть года климат жаркий и сухой. В среднем максимальная годовая температура составляет около 30 °C, средняя минимальная — от 18 °C до 21 °C. С марта по июнь наблюдается короткий сезон дождей. Среднегодовое количество осадков составляет от 200 до 400 мм.

## Флора и фауна
Весь экорегион умеренно богат видами живых организмов, но имеет низкий уровень эндемизма.
Травы, кустарники и деревья этого экорегиона по большей части пожароустойчивы. В годы обильных дождей встречаются такие растения, как Триостренница вознесения и Aristida mutabilis. Среди кустарников встречаются Duosperma eremophilum и Indigofera spinosa.
Единственные строго эндемичные животные — водные животные: два вида жаб Bufo chappuisi, Bufo tukanae, лягушка саванная лужелюбка и складная черепаха Брэдли. Четыре других вида рептилий считаются почти эндемичными для этого экорегиона. В более засушливых районах обитают гепарды, львы, африканские слоны, ориксы, зебры Греви, бурчелловы зебры, газели Гранта и сетчатые жирафы. Мелкие млекопитающие включают мягкошёрстную песчанку. Озеро Рудольф считается важным пролётным путём для перелётных птиц и насчитывает более 350 видов водных и наземных птиц.

## Состояние экорегиона
Засуха и скотоводство оказали большое влияние на среду обитания в этом экорегионе, популяции многих млекопитающих сильно сократились. В засушливое время часто возникают пожары. Сравнительно небольшая территория с хорошей средой обитания находится в нескольких охраняемых территориях, к примеру в национальном парке Сибилои. К основным угрозам также относят браконьерство (особенно на кенийско-эфиопской границе) и быстрое увеличение численности людей на территории экорегиона.

## Провинции, полностью или частично расположенные в экорегионе
- Кения: Ваджир, Гарисса, Исиоло, Марсабит, Самбуру, Туркана;
- Эфиопия: Оромия, Регион наций, национальностей и народов Юга;
- Южный Судан: Восточная Экватория (Треугольник Илеми).